# سلوة
سلوة هو مركزٌ سعوديٌ تابعٌ لمحافظة حبونا التابعة لمنطقة نجران، في المملكة العربية السعودية. المركز من الفئة (ب)، ورمزه 2437 حسب دليل الترميز الموحد للمناطق الإدارية بالمملكة العربية السعودية.